# Trachyspora wurthii
Trachyspora wurthii är en svampart som först beskrevs av Eduard Fischer, och fick sitt nu gällande namn av Dietel 1928. Trachyspora wurthii ingår i släktet Trachyspora och familjen Phragmidiaceae.   Inga underarter finns listade i Catalogue of Life.